# Dschamaldin Abduchalitowitsch Chodschanijasow
Dschamaldin Abduchalitowitsch Chodschanijasow (russisch Джамалдин Абдухалитович Ходжаниязов, turkmenisch Jamaldin Hojanyýazow, englisch Dzhamaldin Khodzhaniyazov; * 18. Juli 1996 in Baýramaly, Turkmenistan) ist ein russischer Fußballspieler. Zurzeit spielt er  für Aarhus GF. Er ist uigurischer Herkunft und besitzt neben der russischen die turkmenische Staatsbürgerschaft.

## Biografie
Chodschanijasow wurde in der turkmenischen Stadt Baýramaly geboren und spricht fließend Russisch.

## Karriere

### Verein
Zunächst spielte er bei Tschilansar Taschkent; danach für FK Akademija Toljatti.
Im Winter 2012 wechselte er für drei Jahre zu Zenit Sankt Petersburg. Chodschanijasow gab sein Debüt in der russischen Premier League am 26. Juli 2013 im Spiel seines FC Zenit Sankt Petersburg in einem Spiel gegen FK Kuban Krasnodar.

### Nationalmannschaft
Im Jahre 2012 lief er zum ersten Mal für die russische Nationalmannschaft auf, als er beim Wiktor-Bannikow-Gedächtnisturnier vier Partien bestritt. Zudem nahm er an der U-17-Junioren-Europameisterschaft teil, wo er fünf Partien spielte, ein Tor erzielte, und mit Russland Europameister wurde.